# Seznam startovacích ramp na ostrově Merritt

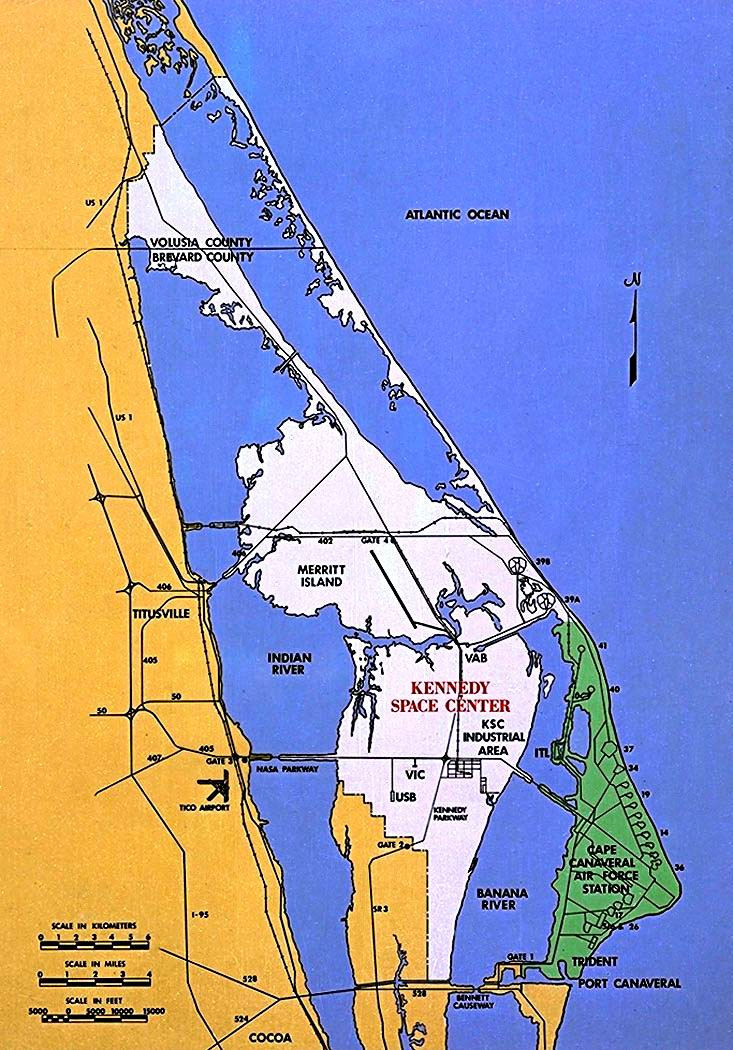
Dva kosmodromy těsně vedle sebe na ostrově Merritt.

Ostrov Merritt blízko pobřeží Floridy je domovem dvou kosmodromů, na kterých se nachází několik startovacích komplexů pro rakety.

## Kennedyho vesmírné středisko
Kennedyho vesmírné středisko má jeden startovací komplex se dvěma odpalovacími rampami. Z tohoto komplexu startovaly rakety Saturn V, všechny pilotované lety na Skylab, Sojuz-Apollo a všechny starty Space Shuttle. Původně se počítalo s jejich využitím v Programu Constellation, který byl ale v roce 2011 zrušen. Jedna z ramp je v současné době využívána společností SpaceX pro starty Falconu 9 a později i Falconu Heavy. Druhá rampa bude využívána pro starty rakety SLS.
- Startovací rampa 39A, aktivní, Saturn V (primární zařízení), Space Shuttle, plánováno pro Ares V a Ares I - v současnosti Falcon 9 a Falcon Heavy.
- Startovací rampa 39B, neaktivní, Saturn V (záložní zařízení), Saturn IB (Skylab a Apollo-Sojuz), Space Shuttle, plánováno pro Ares V a Ares I - v budoucnosti SLS.
- Startovací rampa 39C, nevybudovaná, Saturn V
- Startovací rampa 39D, plánovaná, následovník rakety Saturn V
- Startovací rampa 39E, plánovaná, následovník rakety Saturn V

## Cape Canaveral Air Force Station
Cape Canaveral Air Force Station (CCAFS) bylo místo startů všech pilotovaných letů pro programy Apollo, ale i pro mnohé jiné důležité lety Ministerstva obrany (DoD) a NASA. Pro Ministerstvo obrany hrálo druhou roli po základně Vandenberg Air Force Base v Kalifornii, ale stále odtud startovalo mnoho kosmických sond NASA, jakož i těch letů, které jako nosiče použily nosiče United States Air Force. Aktivní nosiče jsou vyznačeny tučně.
Podporu letů pro CCAFS poskytuje také nedaleká základna Patrick Air Force Base.
- Startovací komplex 1, neaktivní, Snark, Matador, Aerostat
- Startovací komplex 2, neaktivní, Snark, Matador, Aerostat
- Startovací komplex 3, neaktivní, Bumper-WAC, BOMARC, Polaris, X-17,
- Startovací komplex 4, neaktivní, BOMARC, Redstone, Matador, Jason, Draco
- Startovací rampa 4A, neaktivní, BOMARC
- Startovací komplex 5, neaktivní, Jupiter, Redstone, Mercury/Redstone. Místo startu všech šesti letů Mercury/Redstone.
- Startovací komplex 6, neaktivní, Redstone, Jupiter.
- Startovací komplex 9, neaktivní, Navaho
- Startovací komplex 10, neaktivní, Jason, Draco, Nike Tomahawk
- Startovací komplex 11, neaktivní, Atlas
- Startovací komplex 12, neaktivní, Atlas, Atlas Agena
- Startovací komplex 13, aktivní, Atlas, Atlas Agena - aktuálně je areál využíván společností SpaceX, která zde zřídila Přistávací plochy 1 a 2 pro první stupně raket Falcon 9 a Falcon Heavy.
- Startovací komplex 14, neaktivní, Atlas, Mercury/Atlas D, Atlas Agena. Místo startů všech čtyř letů Mercury/Atlas.
- Startovací komplex 15, neaktivní, Titan I, Titan II

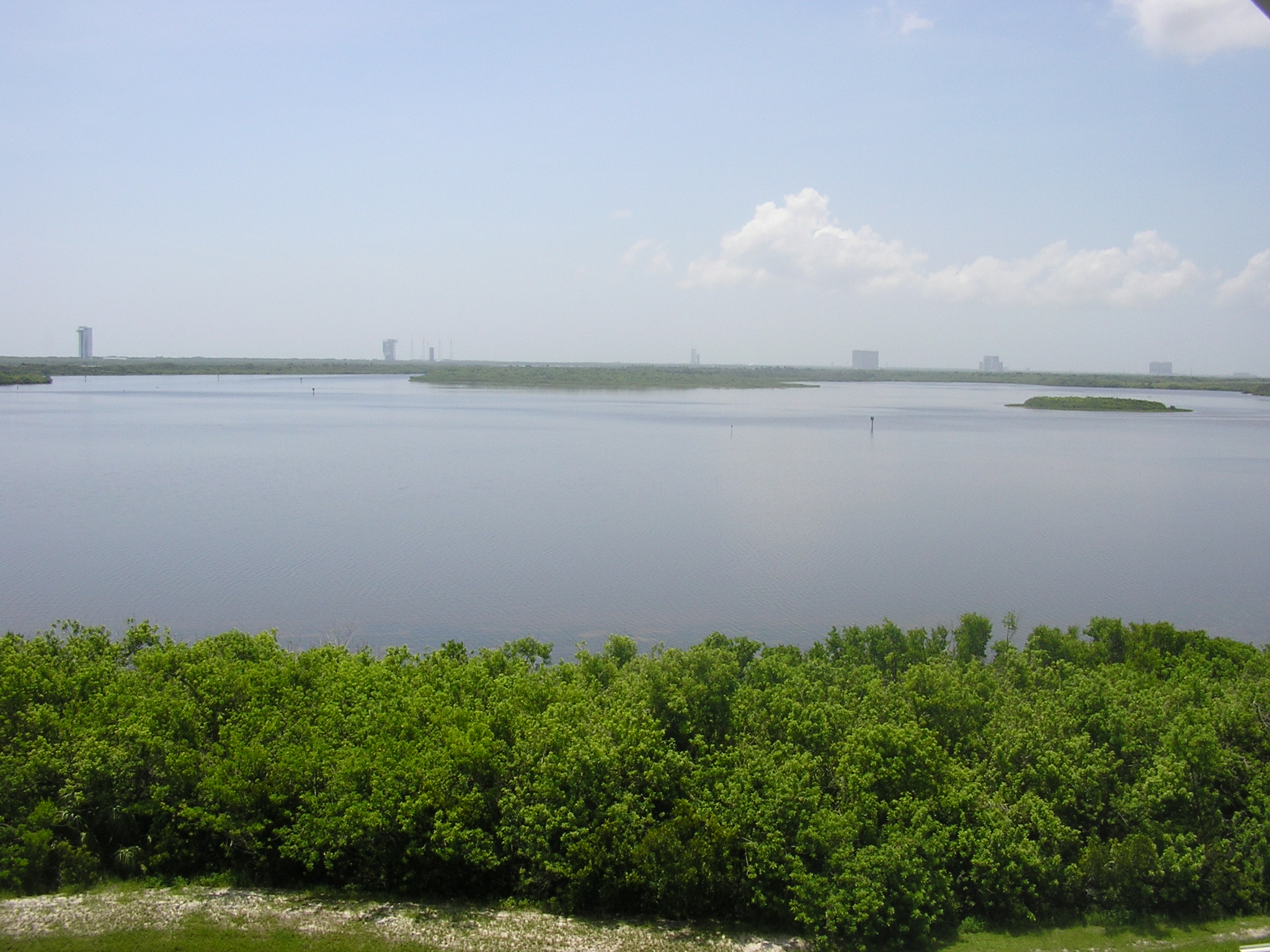
Startovací rampy na CCAFS zdálky

- Startovací komplex 16, neaktivní, Titan I, Titan II, Pershing
- Startovací rampa 17A, aktivní, Thor, Delta II
- Startovací rampa 17B, aktivní, Thor, Delta II, Delta III
- Startovací rampa 18A, neaktivní, Viking, Vanguard, Blue Scout Junior
- Startovací rampa 18B, neaktivní, Thor, Blue Scout
- Startovací komplex 19, neaktivní, Titan I, Titan 2 GLV. Komplex odkud startovalo všech deset pilotovaných misí programu Gemini.
- Startovací komplex 20, aktivní, Titan I, Titan III, Starbird, Prospector, Aries, LCLV, Super Loki
- Startovací komplex 21, neaktivní, Goose, Mace
- Startovací komplex 22, neaktivní, Goose, Mace
- Startovací komplex 25, neaktivní, Polaris, X-17, Poseidon, Trident I
- Startovací komplex 26, neaktivní, Jupiter, Redstone. Startovala odtud družice Explorer 1 - první úspěšná americká družice
- Startovací komplex 29, neaktivní, Polaris
- Startovací komplex 30, neaktivní, Pershing
- Startovací komplex 31, neaktivní, Minuteman, Pershing. Použitý jako pietní místo pro raketoplán Challenger
- Startovací komplex 32, neaktivní, Minuteman
- Startovací komplex 34, neaktivní, Saturn I, Saturn IB. Místo požáru Apollo 1.
- Startovací rampa 36A, neaktivní, Atlas/Centaur, Atlas II Falcon 1.
- Startovací rampa 36B, neaktivní, Atlas, Atlas II, Atlas III, Falcon 1.
- Startovací rampa 37A, neaktivní, nepoužívaná.
- Startovací rampa 37B, aktivní, Saturn I, Saturn IB, Delta IV
- Startovací komplex 40, aktivní, Titan III, Titan 4 - Falcon 9
- Startovací komplex 41, aktivní, Titan III, Titan 4, Atlas V
- Startovací komplex 43, neaktivní, Super Loki
- Startovací komplex 45, neaktivní, Roland
- Startovací komplex 46, neaktivní, Trident II, Athena
- Startovací komplex 47, aktivní, Super Loki

## Jiné
- Atlantic Missile Range drop zone, neaktivní, High Virgo, Bold Orion, Hound Dog, Skybolt
- Grand Turk Island drop zone, neaktivní
- Mobile Launch Area, neaktivní, Lark, Matador, MX-775, Snark
- SLBM Launch Area, neaktivní, Polaris, Poseidon, Trident
- Runway 15/33, neaktivní, Pegasus
- Runway 30/12, aktivní, Navaho, Pegasus, Pegasus XL
- Patrick AFB, neaktivní, Matador